# Incasarcus pictus
Incasarcus pictus is een hooiwagen uit de familie Gonyleptidae.